# Австрийско-саудовские отношения
Австрийско-саудовские отношения — двусторонние дипломатические отношения между Австрией и Саудовской Аравией.
Обе страны начали развивать дипломатические отношения 7 июля 1880 года, когда было открыто австрийское консульство в Джидде (тогда находившееся под оккупацией Османской империи). Официальные и прямые дипломатические отношения были установлены 10 сентября 1957 года. Сегодня в Австрии есть посольство в Эр-Рияде, а в Саудовской Аравии — в Вене.
В октябре 2001 года президент Австрии Томас Клестиль нанес государственный визит в Саудовскую Аравию.
В апреле 2004 года наследный принц Саудовской Аравии Абдалла ибн Абдул-Азиз Аль Сауд нанес государственный визит в Австрию.
В марте 2006 года президент Австрии Хайнц Фишер нанес государственный визит в Саудовскую Аравию.
Нынешний посол Австрии в Саудовской Аравии: Георг Пёстингер (2019).